# Поршневий двигун внутрішнього згоряння

Чотиритактний цикл поршневого двигуна внутрішнього згоряння
Такти:
1. Засмоктування паливо-повітряної суміші
2. Стиснення
3. Робочий хід
4. Випуск відпрацьованих газів

Двотактний цикл поршневого двигуна
Такти:
1. При русі поршня вгору — стиснення паливо-повітряної суміші у поточному циклі та засмоктування суміші для наступного циклу в порожнину під поршнем
2. При русі поршня вниз — робочий хід, випуск та витіснення паливо-повітряної суміші з-під поршня в робочу порожнину циліндра

Поршневи́й двигу́н вну́трішнього згоря́ння або просто поршневи́й двигу́н — двигун внутрішнього згоряння, у якому теплова енергія газів, що розширюються і які утворились в результаті згоряння паливо-повітряної суміші у замкненому об'ємі, перетворюється у механічну роботу поступального руху поршня у циліндрі.

## Загальна інформація
Поступальний рух поршня поршневого двигуна зазвичай перетворюється в обертання колінчастого вала кривошипно-шатунним механізмом.
Поршневий двигун внутрішнього згоряння сьогодні є найпоширенішим тепловим двигуном. Він використовується для приводу засобів наземного, повітряного і водного транспорту, військової, сільськогосподарської та будівельної техніки, електрогенераторів, компресорів, водяних насосів, помп, моторизованого інструменту (бензорізок, газонокосарок, бензопилок) та інших машин, як мобільних, так і стаціонарних, і виробляється у світі щорічно в кількості декількох десятків мільйонів одиниць.
Потужність поршневих двигунів внутрішнього згоряння може бути від декількох ват (двигуни авіа-, мото- та судномоделей) до 75 000 кВт у дизельних суднових двигунів.

## Класифікації поршневих двигунів

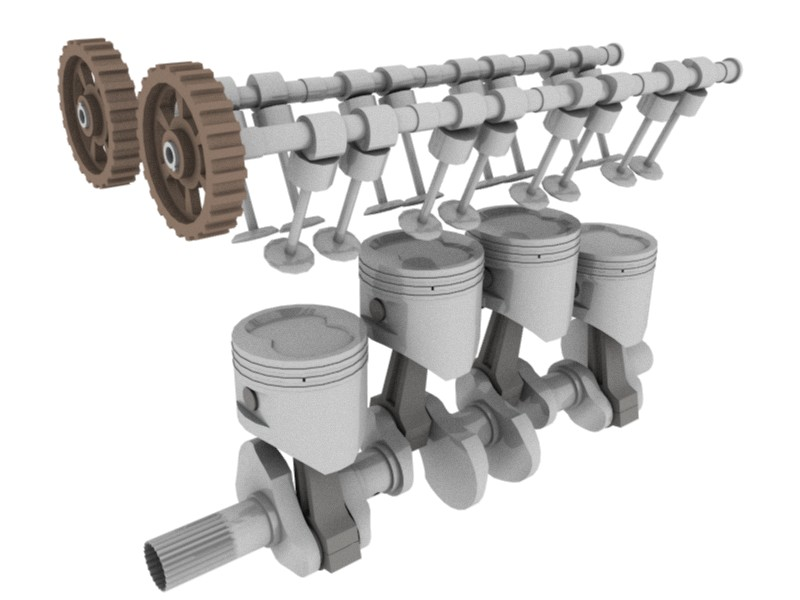
Рухомі елементи ДВЗ: вгорі — два розподільних вали і клапани, внизу — колінчастий вал, шатуни і поршні

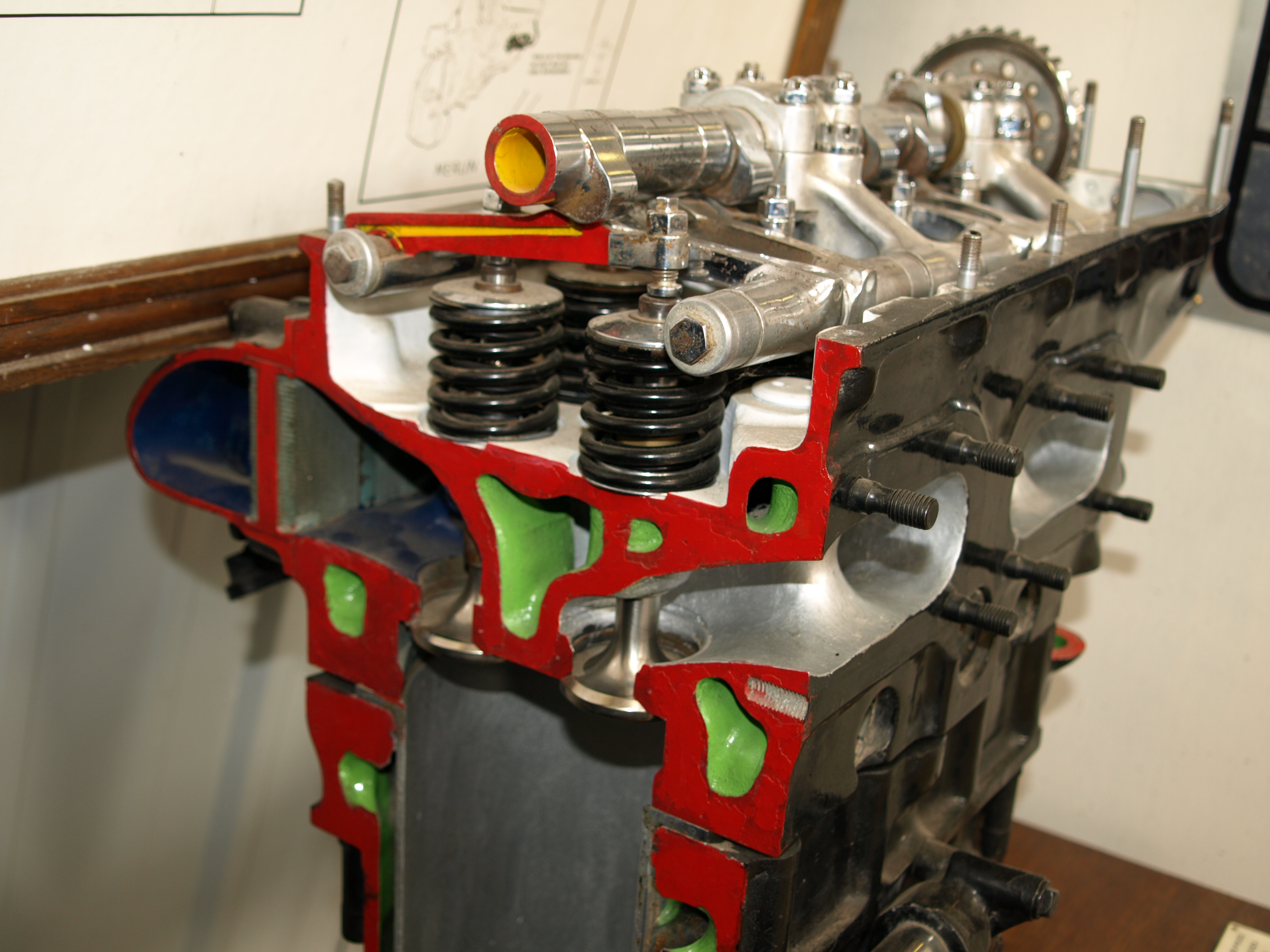
Головка блока циліндрів з клапанами

### За видом пального
Як пальне у поршневих двигунах внутрішнього згоряння використовуються:
- рідини — бензин, дизельне паливо, спирти, біодизель;
- гази — зріджений нафтовий газ, природний газ, водень, газоподібні продукти крекінгу нафти, біогаз;
- тверде паливо (вугілля, торф, деревина), з якого виробляється монооксид вуглецю у газогенераторі, що входить до складу паливної системи двигуна.

### За кількістю тактів робочого циклу
Повний цикл роботи двигуна складається з послідовності тактів — односпрямованих поступальних ходів поршня. Розрізняють двотактні та чотиритактні двигуни.

### За кількістю та розташуванням циліндрів
Кількість циліндрів у різних поршневих двигунах може становити від 1-го до 24-х. За розташуванням циліндрів поршневі двигуни бувають
- рядні;
- V-подібні;
- опозитні;
- радіальні (зіркоподібні);
- X-подібні;
- W-подібні тощо

### За особливостями утворення паливо-повітряної суміші і методами її запалювання
За способом утворення паливо-повітряної суміші поділяються на:
- Двигуни із зовнішнім сумішоутворенням.

За конструктивним виконанням засобів для утворення паливо-повітряної суміші такі двигуни бувають:
- - карбюраторними — паливо-повітряна суміш готується у карбюраторі та надходить впускними колекторами (патрубками) у циліндри двигуна;
  - інжекторними з моновпорскуванням (центральне впорскування або одноточкове впорскування) (англ. Single Point injection, Spi; нім. Ein Spritz) — одна форсунка на всі циліндри, розташована, зазвичай, на місці карбюратора (на впускному колекторі). Втратила актуальність через зростання екологічних вимог: починаючи з Євро-3 екологічний стандарт вимагає індивідуального дозування палива для кожного з циліндрів. Система моно вприскування відрізнялась простотою і високою надійністю, перш за все через те, що форсунка розташовується у порівняно комфортному місці у потоці холодного повітря;
  - інжекторними з розподіленим впорскуванням (багатоточкове впорскування) (англ. multi point injection, MPi) — кожний циліндр обслуговується окремою ізольованою форсункою у впускному колекторі поблизу впускного клапана.

За способом запалювання паливо-повітряної суміші такі двигуни поділяються на:
- - двигуни із запалюванням від електроіскрового розряду, який виробляється системою запалювання (наприклад, бензиновий двигун чи двигун Гессельмана).
  - Компресійні карбюраторні двигуни. В них пальне подається разом з повітрям. Зазвичай в основі пального лежить діетиловий етер, рицинова олія та гас). Займання відбувається від стиснення. Ступінь стиску регулюється контрпоршнем, від якого залежить момент спалахування суміші. Компресійні двигуни використовуються головним чином в авіа- та автомоделях. Компресійні карбюраторні двигуни не є дизельними двигунами.
  - Жарові карбюраторні двигуни. Схожі за принципом роботи до компресійних, але містять свічку розжарення, ступінь нагрівання якої підтримується за рахунок теплоти згоряння пального у попередньому такті. Такі двигуни також потребують особливого складу пального (зазвичай в його основі — метанол, рицинова олія та нітрометан). Використовуються переважно в авіа- та автомоделях;

- Двигуни із внутрішнім сумішоутворенням.

Двигуни із внутрішнім сумішоутворенням мають (як у теорії, так і на практиці) вищі ККД та крутний момент за рахунок вищого ступеня стиску. Такі двигуни, у свою чергу, поділяються на:
- - Дизельні двигуни, що працюють на дизельному пальному. У цих двигунах стисненню в циліндрах піддається лише повітря, при перебуванні поршня поблизу верхньої мертвої точки при такті стиску в камеру згоряння форсункою впорскується дизельне пальне, яке спалахує при контакті з повітрям, що нагрілося від стиснення до декількох сотень градусів Цельсія.
  - Калоризаторні двигуни, у яких займання паливо-повітряної суміші відбувається від гарячих частин двигуна, зазвичай — днища поршня або головки розжарення. Такі двигуни у минулому (перша половина XX ст.) використовувались у металургії для урухомлення вальцювальних станів та у сільськогосподарській техніці.
  - Бензинові двигуни з безпосереднім (прямим) впорскуванням, у яких пальне впорскується безпосередньо в циліндр, займання паливо-повітряної суміші відбувається від свічки запалювання.

- Існують також двигуни із змішаним сумішоутворенням (газодизельні двигуни), що працюють на суміші природного газу з повітрям. Так як температура запалювання від стиску газо-повітряної суміші становить близько 700 °C (дизельне пальне займається при 320–380 °C), запалювання проводиться впорскуванням через форсунки невеликої кількості дизельного палива.

### За видом термодинамічного циклу
В рамках технічної термодинаміки робота поршневих двигунів внутрішнього згоряння у залежності від особливостей їх циклограм описується термодинамічними циклами Отто, Дизеля, Трінклера, Аткінсона або Міллера.

### За способом охолодження
Ефективний ККД поршневого ДВЗ не перевищує 60%. Решта теплової енергії розподіляється, в основному, між теплом відпрацьованих газів і нагріванням конструктивних частин двигуна. Оскільки остання частка є суттєвою, поршневі двигуни мають потребу у системі охолодження. Розрізняють такі системи охолодження:
- повітряні, що віддають надлишкове тепло у навколишнє повітря через ребристу зовнішню поверхню циліндрів; використовуються у двигунах порівняно невеликої потужності (десятки к.с.), або у потужніших авіаційних двигунах, що працюють у швидкому повітряному потоці;
- рідинні, у яких охолоджувальна рідина (вода, олива або антифриз) пропускається через сорочку охолодження (канали у стінках блоку циліндрів), і далі надходить у радіатор охолодження, у якому теплоносій охолоджується зустрічним потоком повітря та/або потоком, що створюється вентилятором.

## Механізми та системи поршневих двигунів внутрішнього згоряння
До основних механізмів і систем поршневого двигуна належать:
- кривошипно-шатунний механізм;
- газорозподільний механізм;
- система живлення;
- система запалювання;
- система охолодження;
- система мащення;
- впускна система;
- випускна система;
- система рециркуляції вихлопних газів.
- система вентиляції картера.

## Основні параметри поршневого двигуна
З роботою поршневого двигуна внутрішнього згоряння пов'язані такі параметри.
- Верхня мертва точка (ВМТ) — положення поршня при максимальному його віддаленні від осі колінчастого вала в момент коли поршень змінює напрямок руху.
- Нижня мертва точка (НМТ) — положення поршня при мінімальному його віддаленні від осі колінчастого вала в момент коли поршень змінює напрямок руху.
- Радіус кривошипа — відстань від осі корінної шийки колінчастого вала до осі його шатунної шийки.
- Хід поршня — відстань між ВМТ та НМТ, що дорівнює подвоєному радіусу кривошипа колінчастого вала. Кожному ходу поршня відповідає повертання колінчастого вала на кут 180° (пів-оберта).
- Такт — частина робочого циклу двигуна, що відбувається при русі поршня з одного крайнього положення в інше.
- Об'єм камери згоряння — об'єм простору над поршнем, коли він перебуває у ВМТ.
- Робочий об'єм циліндра — це об'єм простору, який звільняється при переміщені поршня з ВМТ до НМТ.
- Повний об'єм циліндра — об'єм простору над поршнем при перебуванні його В НМТ. Повний об'єм циліндра дорівнює сумі робочого об'єму циліндра і об'єму камери згоряння.
- Робочий об'єм двигуна для багатоциліндрових двигунів — це добуток робочого об'єму на кількість циліндрів.
- Ступінь стиску — відношення повного об'єму циліндра до об'єму камери згоряння.

| Вид двигуна                    | Ступінь стиску |
| ------------------------------ | -------------- |
| двигун з іскровим запалюванням | 7,5 — 13       |
| двигун з наддуванням           | 14 — 18        |
| двигун із самозапалюванням     | 18 — 24        |

| Призначення двигуна | Діаметр циліндра мм | Кількість циліндрів | Номінальна потужність кВт | Частота обертання об/хв | Середній ефективний тиск МПа | Питоме споживання пального г/(кВт*год) |
| ------------------- | ------------------- | ------------------- | ------------------------- | ----------------------- | ---------------------------- | -------------------------------------- |
| легкові автомобілі  | 60 — 100            | 2 — 16              | 20 — 400                  | 4500 — 8500             | 0,6 — 1                      | 290 — 330                              |
| вантажні автомобілі | 80 — 130            | 6 — 12              | 50 — 350                  | 2200 — 3500             | 0,6 — 0,8                    | 240 — 260                              |
| робочі машини       | 80 — 150            | 2 — 12              | 10 — 500                  | 1800 — 2800             | 0,6 — 0,8                    | 230 — 250                              |
| локомотиви          | 150 — 300           | 8 — 16              | 1000 — 4000               | 600 — 1500              | 0,6 — 0,8                    | 210 — 240                              |
| судна               | 200 — 1080          | 4 — 16              | 1000 — 80000              | 85 — 350                | 1,2 — 1,9                    | 170 — 225                              |